# Rudolf Reicke

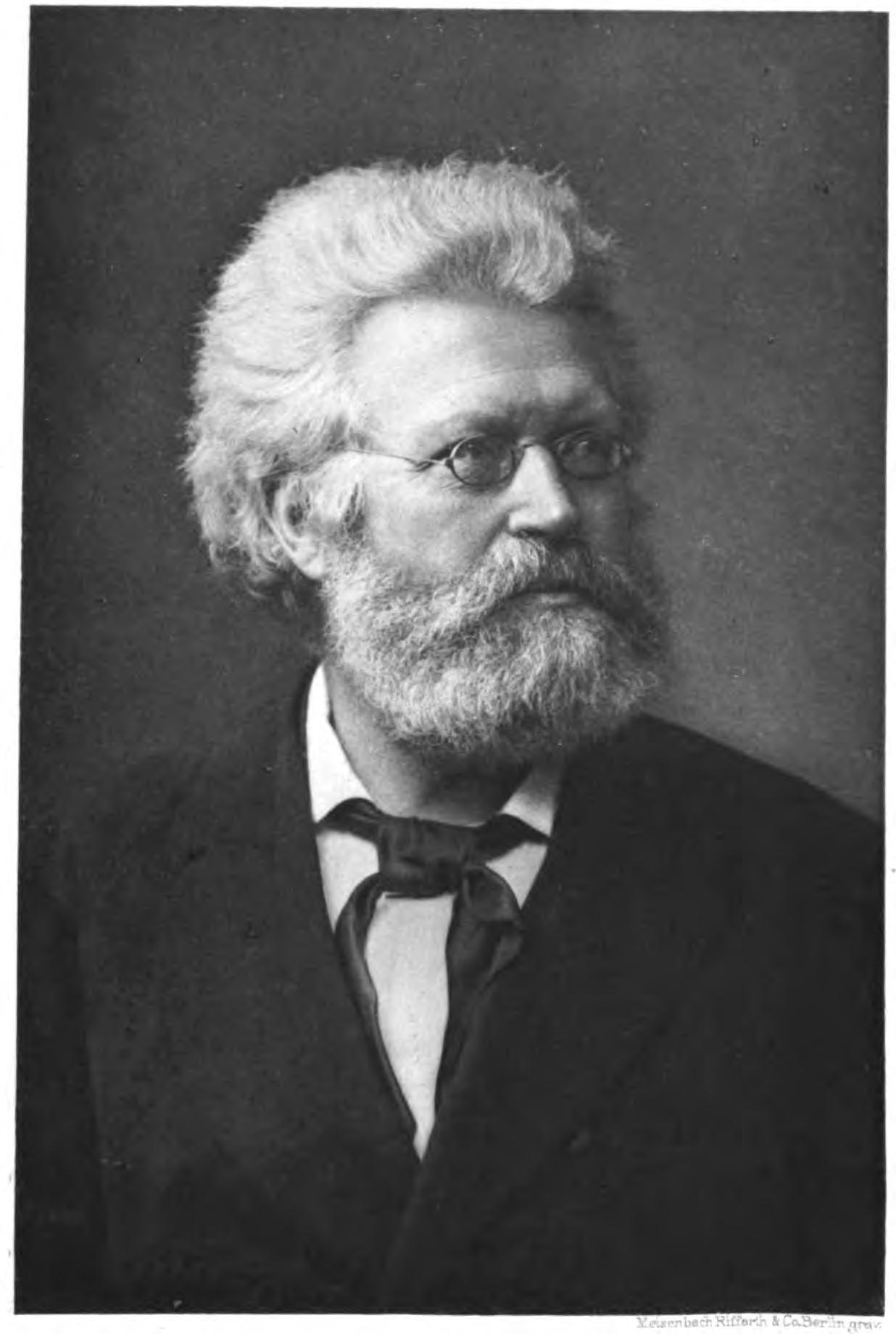
Rudolf Reicke im 70. Lebensjahr

Rudolf Reicke (* 5. Februar 1825 in Memel; † 16. Oktober 1905 in Königsberg i. Pr.) war ein deutscher Historiker.

## Leben
Reicke entstammte einer ostpreußischen Gelehrtenfamilie und wurde an der Albertus-Universität Königsberg zum Dr. phil. promoviert. Er trat 1858 in die Königliche Bibliothek ein und wurde 1894 Oberbibliothekar. Er verwaltete auch die Wallenrodtsche Bibliothek und gehörte zu den bedeutendsten Kantforschern seiner Zeit. Er schrieb Kantiana und die „Losen Blätter aus Kants Nachlaß“. Der Philosoph Wilhelm Dilthey bezeichnete sie als das Wichtigste, was für Kant seit der großen Gesamtausgabe geschehen sei. Für die Preußische Akademie der Wissenschaften gab Reicke Kants Briefwechsel heraus. Er bearbeitete Friedrich Überwegs Grundriß der Philosophie neu. Zunächst mit dem Schriftsteller Ernst Wichert, dann allein gab er von 1863 bis 1903 die Altpreußische Monatsschrift heraus, in der er zahlreiche Beiträge zur ostpreußischen Geistesgeschichte veröffentlichte.
Sein Sohn Georg Reicke (1863–1923) wurde Zweiter Bürgermeister von Berlin. Der Sohn Emil Reicke (1865–1950) war Archivar in Nürnberg.

## Schriften
- Kant-Bibliographie für die Jahre  1890–1894. In: Altpreussische Monatsschrift, Band 32, Königsberg i. Pr. 1895, S. 555–612.